# Short ton
Short ton ou tonne courte (symbole sh tn) est une unité de mesure de masse représentant 2 000 livres, soit 907,184 74 kg. C’est une unité de mesure surtout utilisée aux États-Unis.